# Cubitt Town
Cubitt Town is een wijk in het Londense bestuurlijke gebied Tower Hamlets, in het oosten van de regio Groot-Londen. De wijk ligt op het Isle of Dogs, een schiereiland in de Theems, midden in de Londense Docklands. Tegenwoordig bevindt zich hier veel nieuwbouw.

## Galerij

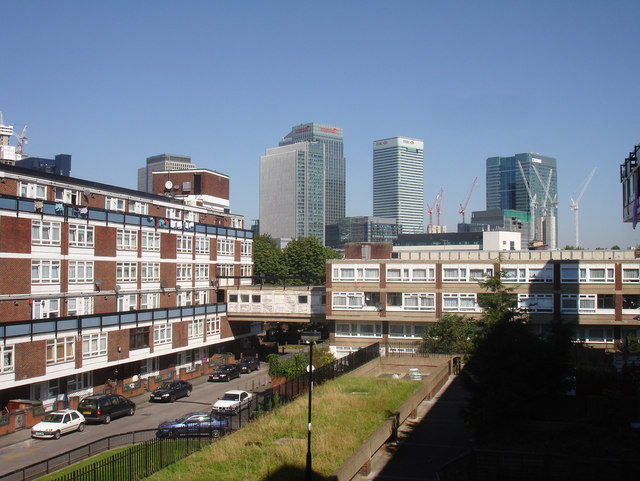
Cubitt Town en Canary Wharf-torens